# سميح (الخرج)
سميح، هي قرية من فئة (أ) تقع في محافظة الخرج، والتابعة لمنطقة الرياض في السعودية. وتبعد سميح عن محافظة الخرج بمسافة تقارب () كم.